# Russ Feingold
Russell Dana "Russ" Feingold [ˈfaɪn.ɡoʊld], född 2 mars 1953 i Janesville i Wisconsin, är en amerikansk demokratisk politiker. Han representerade delstaten Wisconsin i USA:s senat från 5 januari 1993 till 3 januari 2011.

## Biografi
Feingold utexaminerades 1975 från University of Wisconsin-Madison med en Bachelor of Arts. Genom det prestigefyllda Rhodes Scholarship åkte han till England och 1977 erhöll han ytterligare en Bachelor of Arts från University of Oxfords Magdalen College. 1979 tog han juristexamen vid Harvard Law School. Han inledde därefter sin karriär som advokat i Madison, Wisconsin.
Feingold var ledamot av Wisconsins senat 1983-1993. Han valdes 1992 till USA:s senat i ett val där han besegrade sittande senatorn Bob Kasten. Feingold omvaldes 1998 och 2004. Han förlorade sin senatsplats för delstaten Wisconsin i mellanårsvalet november 2010 till den republikanske utmanaren Ron Johnson.
Feingold var 2001 ensam ledamot i USA:s senat att rösta mot Patriot Act och krävde redan 2005 att de amerikanska trupperna borde dras tillbaka från Irak. Han meddelade 2006 offentligt att han stöder samkönat äktenskap.
Feingold har två döttrar från sitt första äktenskap som slutade 1986 i skilsmässa. Han skilde sig 2005 för andra gången.